# Údolní (Brno)
Údolní je jedna z páteřních ulic v širším centru města Brna. Začíná v katastrálním území Brno-město na jižní straně Komenského náměstí na křižovatce s ulicemi Husovou a Solniční, a směřuje na západ až severozápad, přičemž valnou většinou tvoří hranici mezi čtvrtí Veveří a čtvrtěmi Brno-město a Stránice. Přibližně ve své polovině se kříží s ulicí Úvoz. Pokračuje poměrně ostrým stoupáním a vyúsťuje na Náměstí Míru v sedle mezi Kraví horou a Žlutým kopcem. Jako hlavní silnice na ni navazuje ulice Březinova klesající do Žabovřesk.
Téměř po celé délce ulicí Údolní prochází tramvajová linka spojující náměstí Míru s centrem města, v úseku z centra po Úvoz po ní vedou i trolejbusové linky do Stránic.

## Historie a vývoj pojmenování
Ve středověku nesla ulice jméno platea Svevorum podle kolonistů ze Švábska, kteří se v těchto místech před brněnskými hradbami usadili ve 13. století. Ještě v 17. století byla ulice známá jako Svabengasse či Schwabengasse, tedy Švábka nebo Švábská. Dodnes je památkou na toto pojmenování hostinec „Na Švábce“ na nároží Údolní a Joštovy.
Při stavbě tělocvičny brněnského Turnvereinu v roce 1867 dostala přilehlá část ulice (od dnešní Husovy po Joštovu) název Turnergasse – Tělocvičná. Podle své polohy v údolí mezi Špilberkem, Žlutým kopcem a Kraví horou byl zbytek ulice pojmenován jako Talgasse čili Údolní. V roce 1902 byla část ulice před dnešní budovou Fakulty výtvarných umění Vysokého učení technického, kde tehdy sídlily vojenské kasárny, (tj. od Úvozu nahoru) přejmenována na počest německého básníka von Scheffela na Scheffelgasse. O tři roky později byla Turnergasse přejmenována podle průkopníka německého sportovního hnutí F. L. Jahna na Jahngasse. V průběhu první světové války v roce 1915 dostal zbytek Údolní na počest arcivévody Evžena název Erzherzog-Eugenstrasse. 
V prosinci 1918 byla celá ulice nazvána Údolní, včetně dosavadní Jahnovy. V roce 1930 byla opět část ulice přejmenována, tentokrát na počest brněnského starosty Bedřicha Macků jako Dra Bedřicha Macků či Dr-Bedřich-Macků-Gasse. Roku 1945 byl celé ulici opět vrácen název Údolní, ale roku 1946 byla část znovu pojmenována po Bedřichu Macků. Roku 1952 pak byla téměř celá ulice (spolu s navazující Joštovou) přejmenována na třídu Obránců míru, zatímco název Údolní zůstal pouze krátkému úseku mezi Husovou a Marešovou (tedy někdejší Turnergasse). 
V roce 1990 byl pro ulici v celé délce od Husovy až po náměstí Míru přijat staronový název Údolní.

## Významné budovy a instituce
- budova Masarykovy univerzity (Údolní 2; hlavní vstup z Komenského náměstí 2)
- Tělocvična Pod Hradem (Údolní 3)
- Otevřená zahrada (Údolní 33)
- Fakultní porodnice na Obilním trhu (boční vchod)
- Kancelář Veřejného ochránce práv (Údolní 39)
- Fakulta výtvarných umění Vysokého učení technického v Brně (Údolní 53)
- Gutmannova vila (Údolní 58)
- Centrum léčivých rostlin Lékařské fakulty Masarykovy univerzity (Údolní 74)

## Galerie

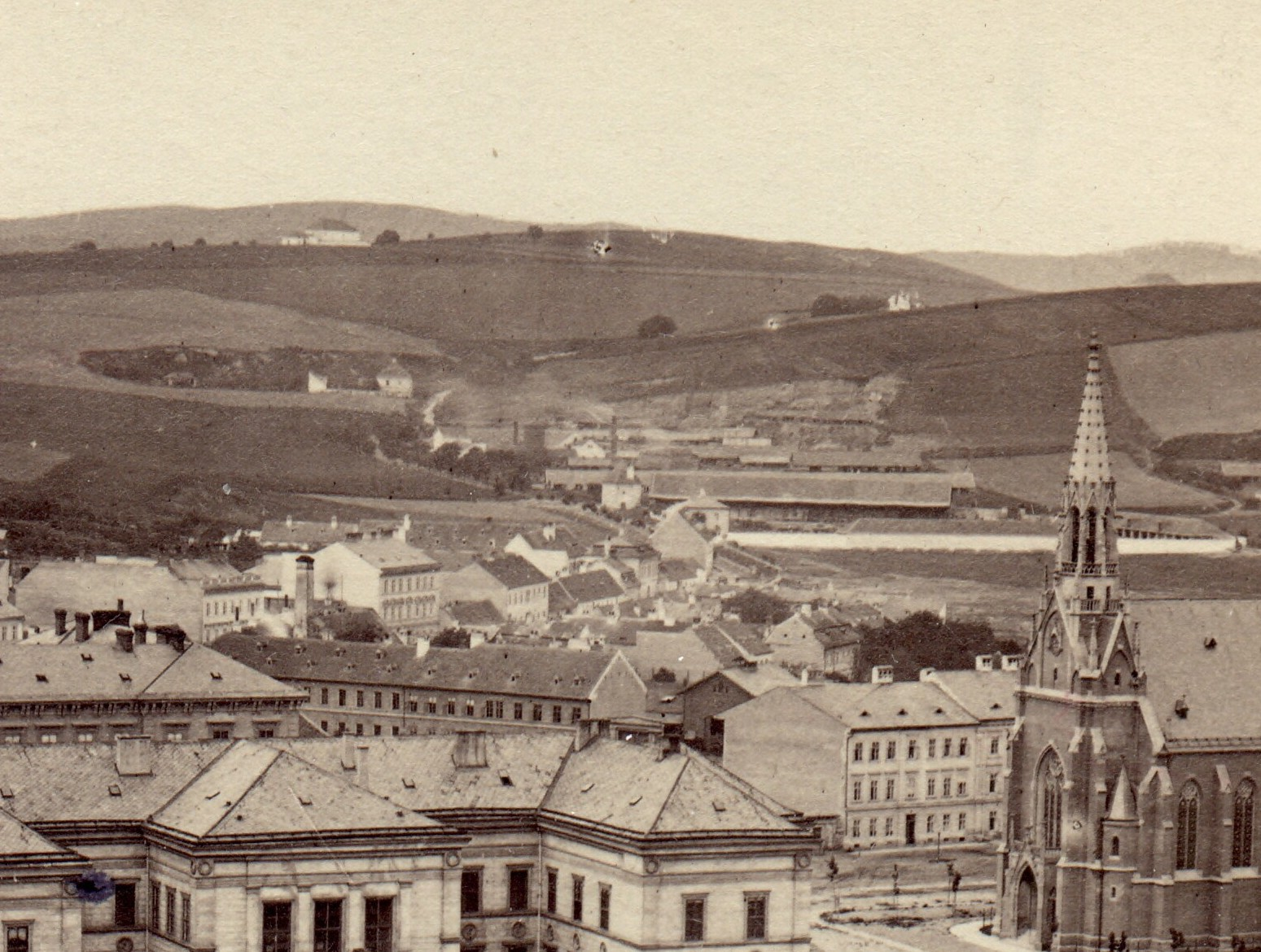
Pohled na Švábku v roce 1867
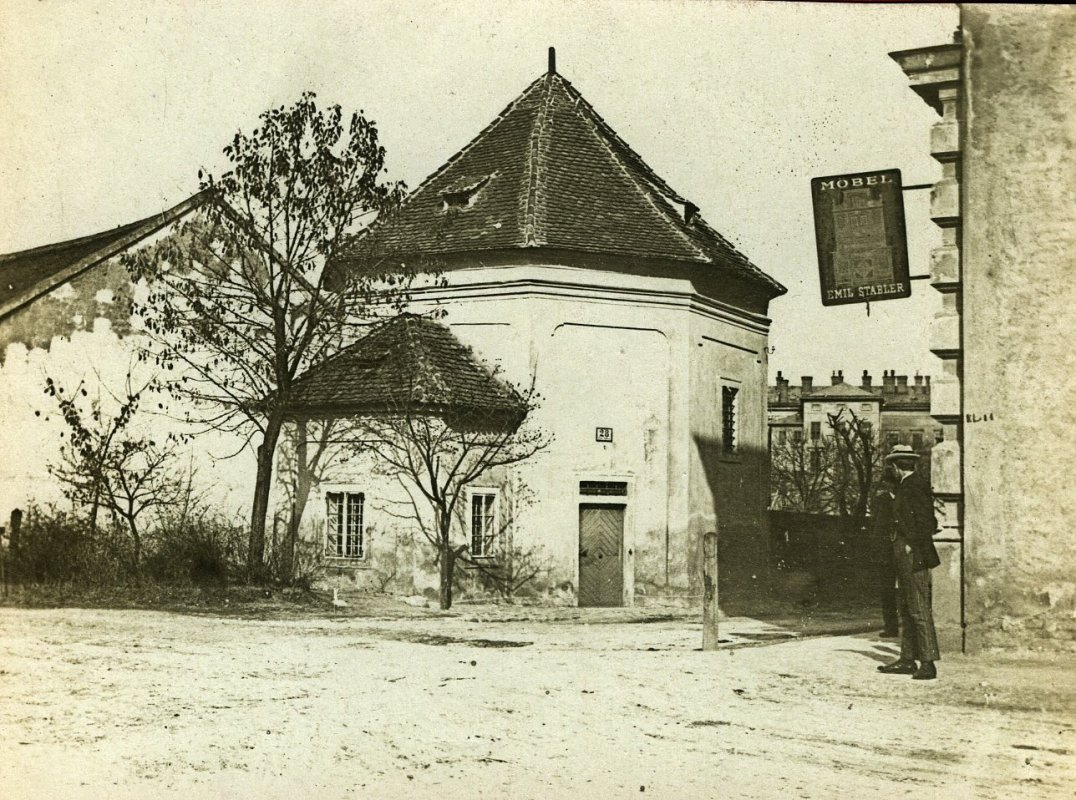
Již neexistující kaple sv. Františka Xaverského na konci 19. století
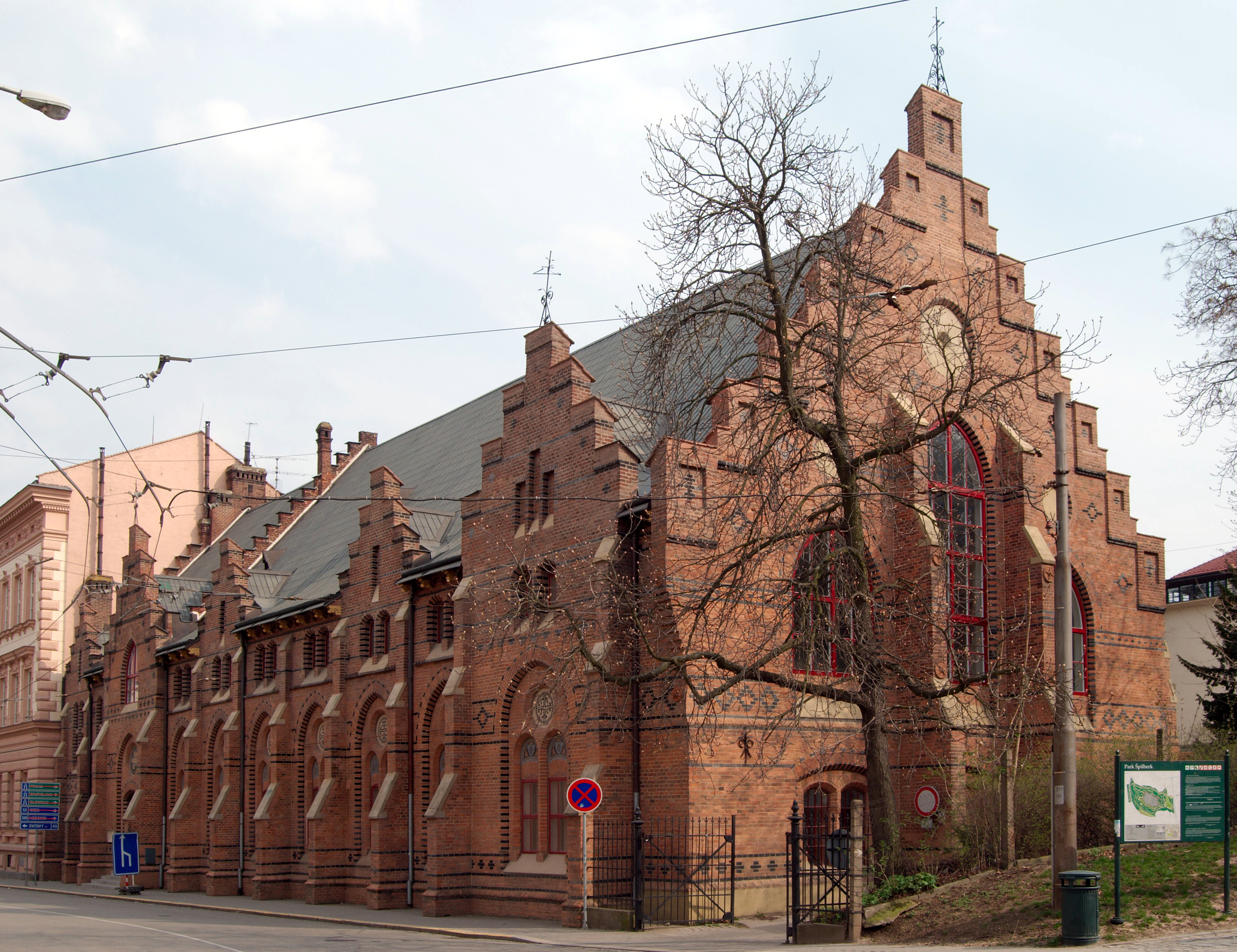
Tělocvična Pod Hradem
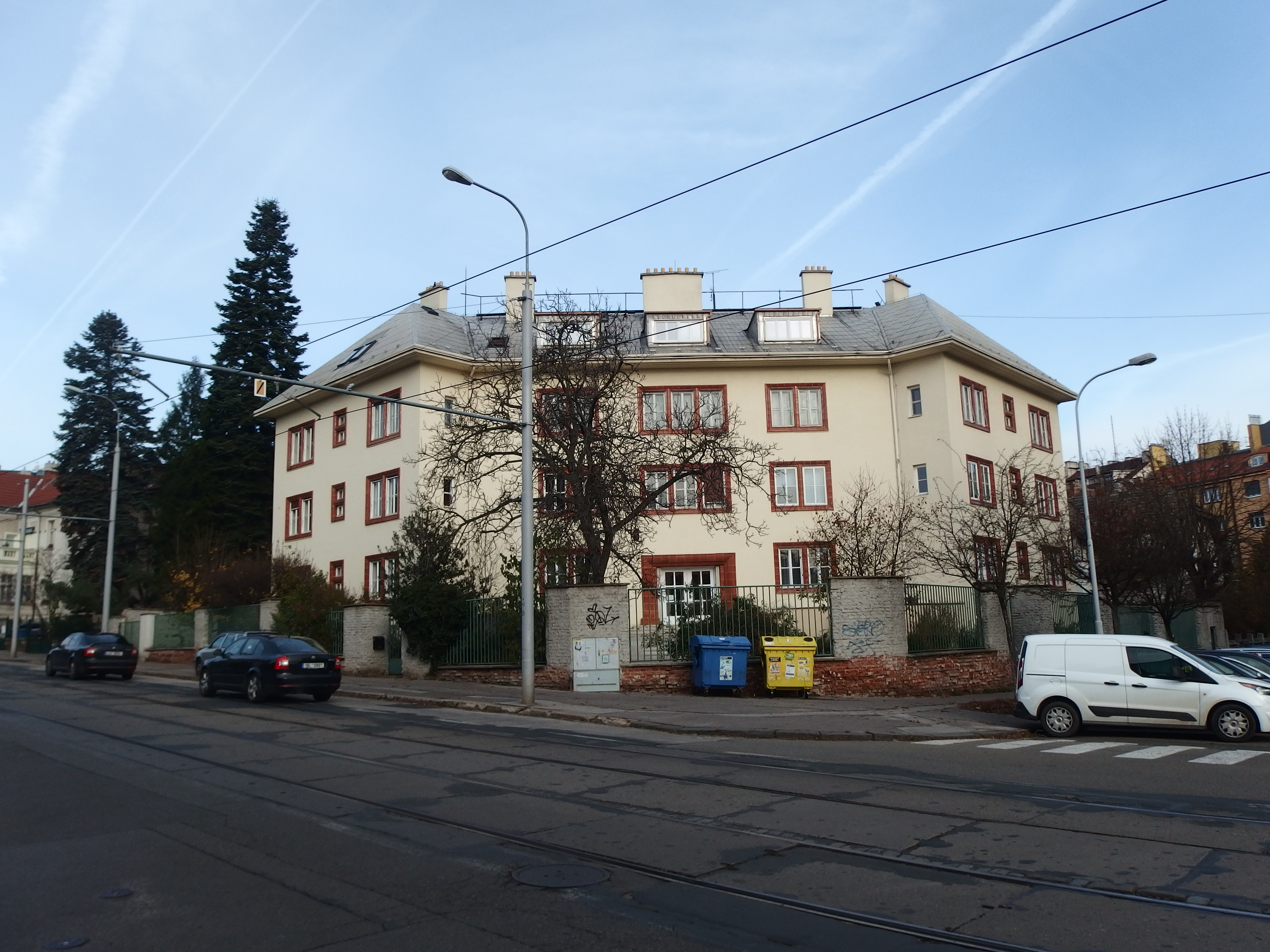
Gutmannova vila
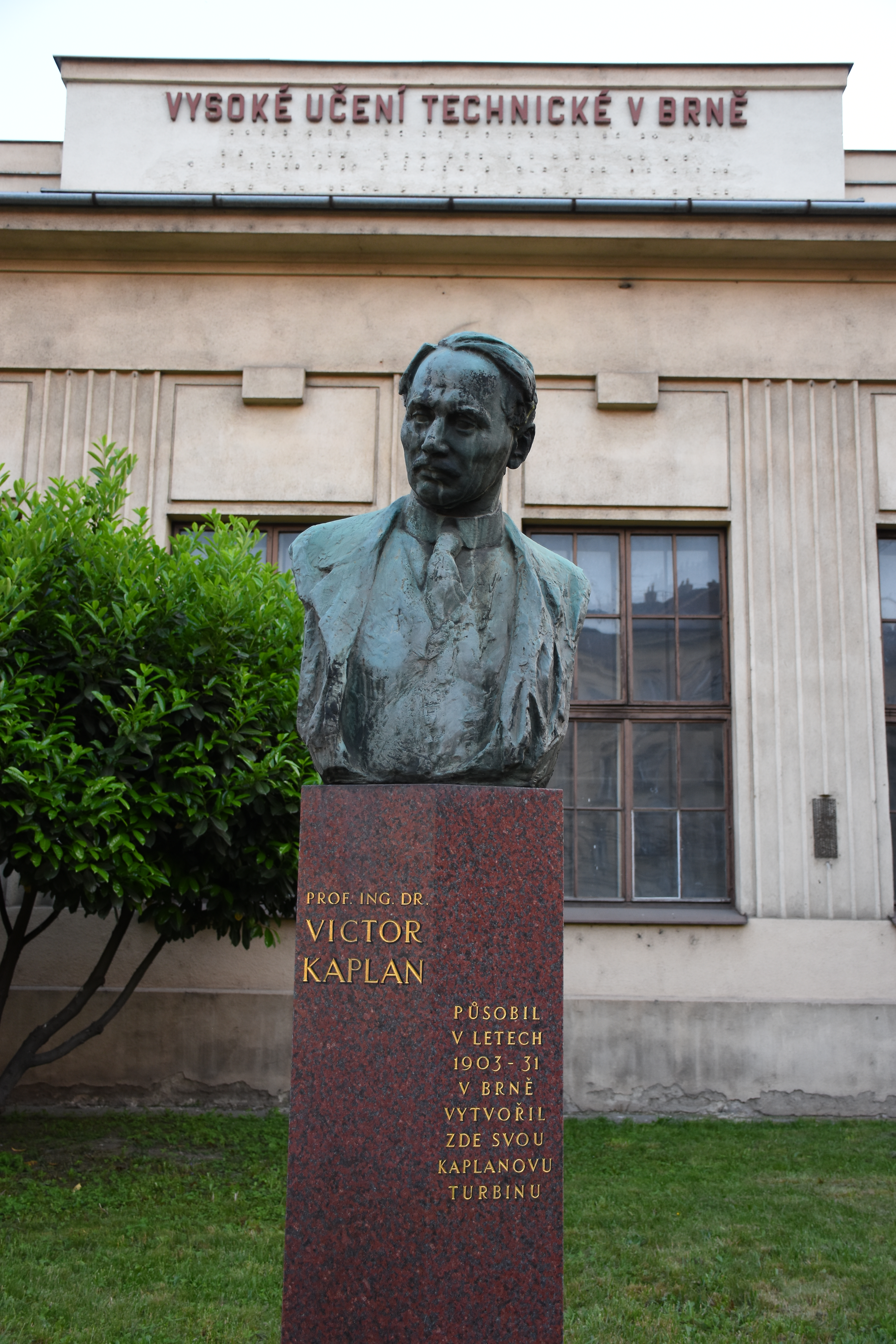
Busta Viktora Kaplana od Sylvy Lacinové
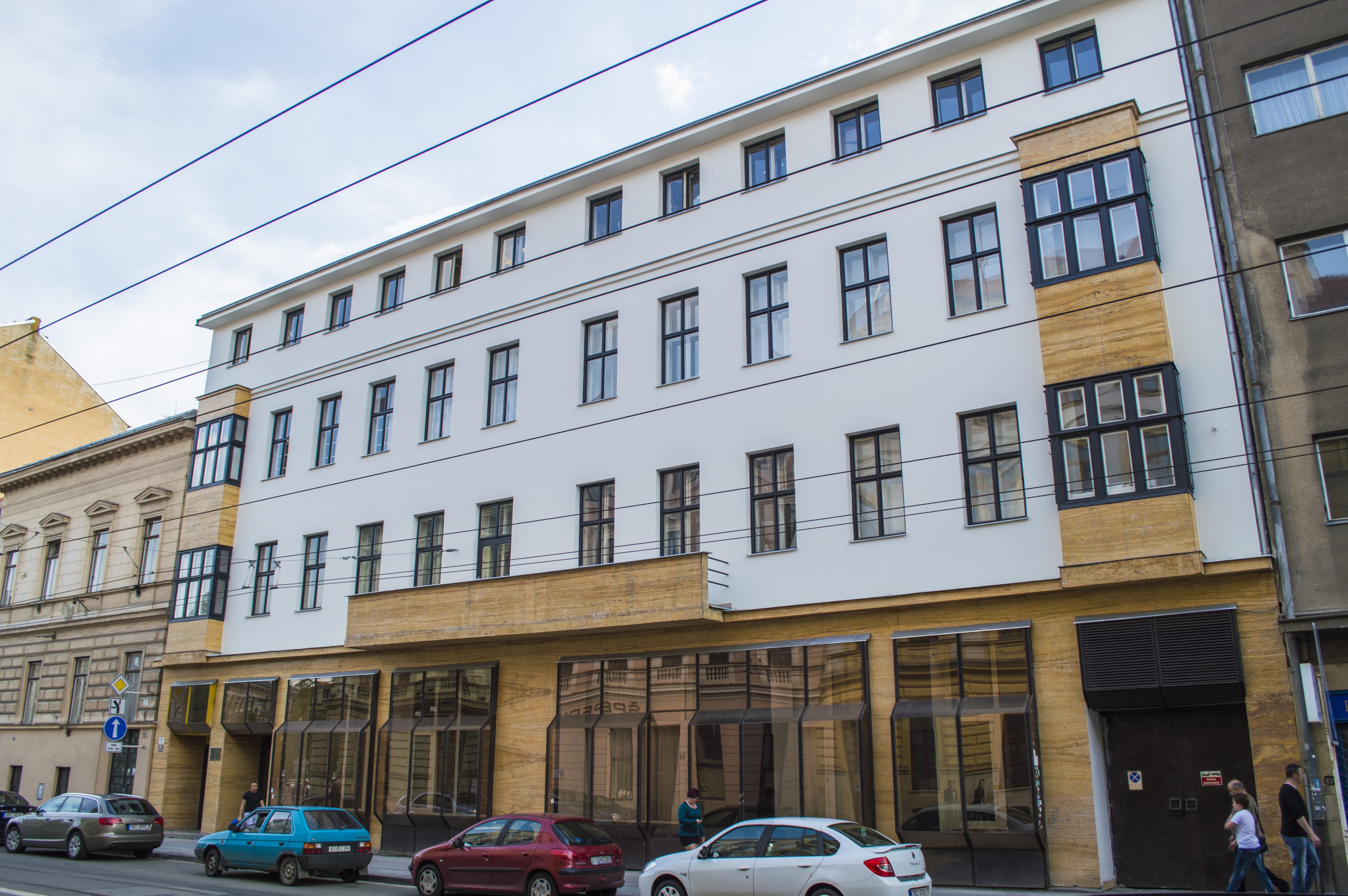
Fakulta výtvarných umění Vysokého učení technického
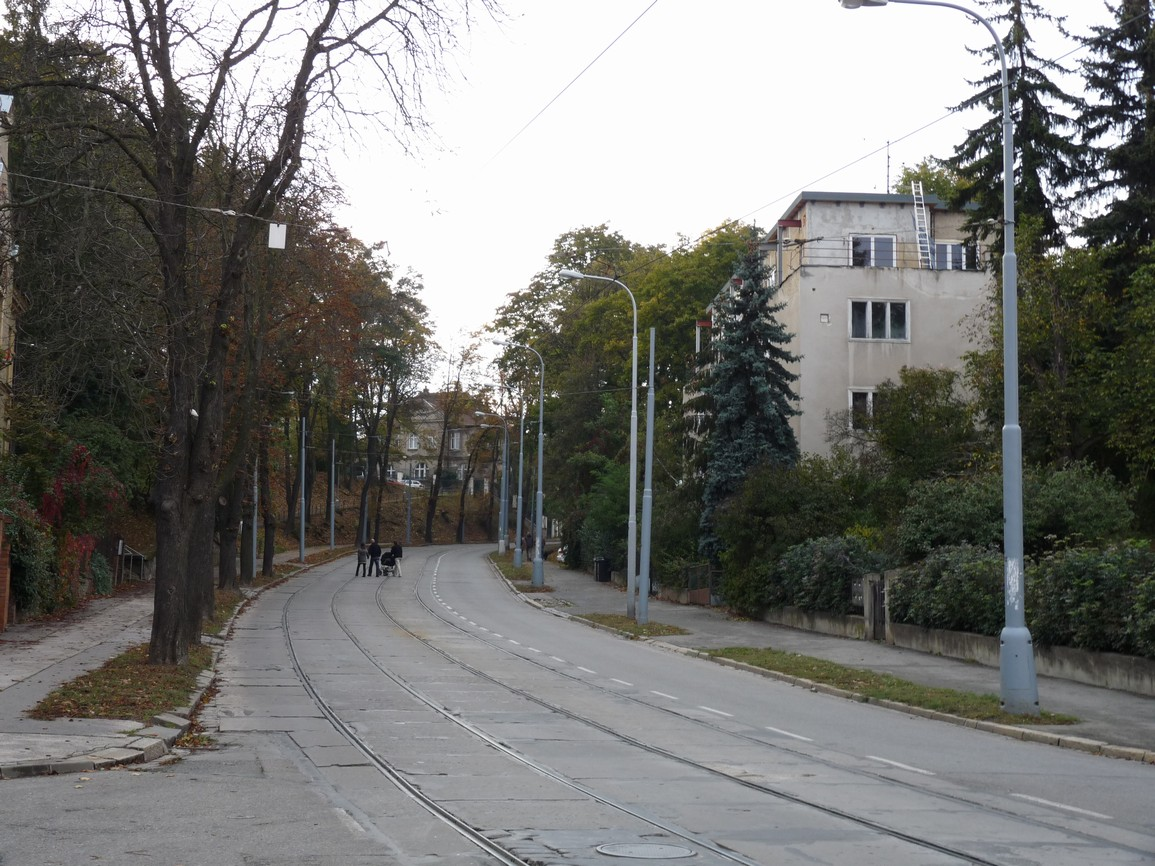
Ulice Údolní pod Kraví horou